# أحداث 7 أيار
أحداث السابع من أيار 2008 هي أحداث جرت في العاصمة اللبنانية بيروت وبعض مناطق جبل لبنان بين المعارضة والموالاة. تعتبر ميدانياً الأكثر خطورة وعنفاً منذ انتهاء الحرب الأهلية اللبنانية عام 1990. وكانت إثر صدور قرارين من مجلس الوزراء اللبناني بمصادرة شبكة الاتصالات التابعة لسلاح الإشارة الخاص بحزب الله وإقالة قائد جهاز أمن مطار بيروت الدولي العميد وفيق شقير. الأمر الذي اعتبرته المعارضة تجاوزا للبيان الوزاري الذي يدعم المقاومة. ولما كانت الحكومة تعتبر في نظر المعارضة حينها «غير شرعية» بسبب تجاوزها لميثاق العيش المشترك، استعملت القوة لردع الحكومة، إلا أنها توقفت بعد سحب الحكومة للقرارين محل النزاع.

## الأسباب

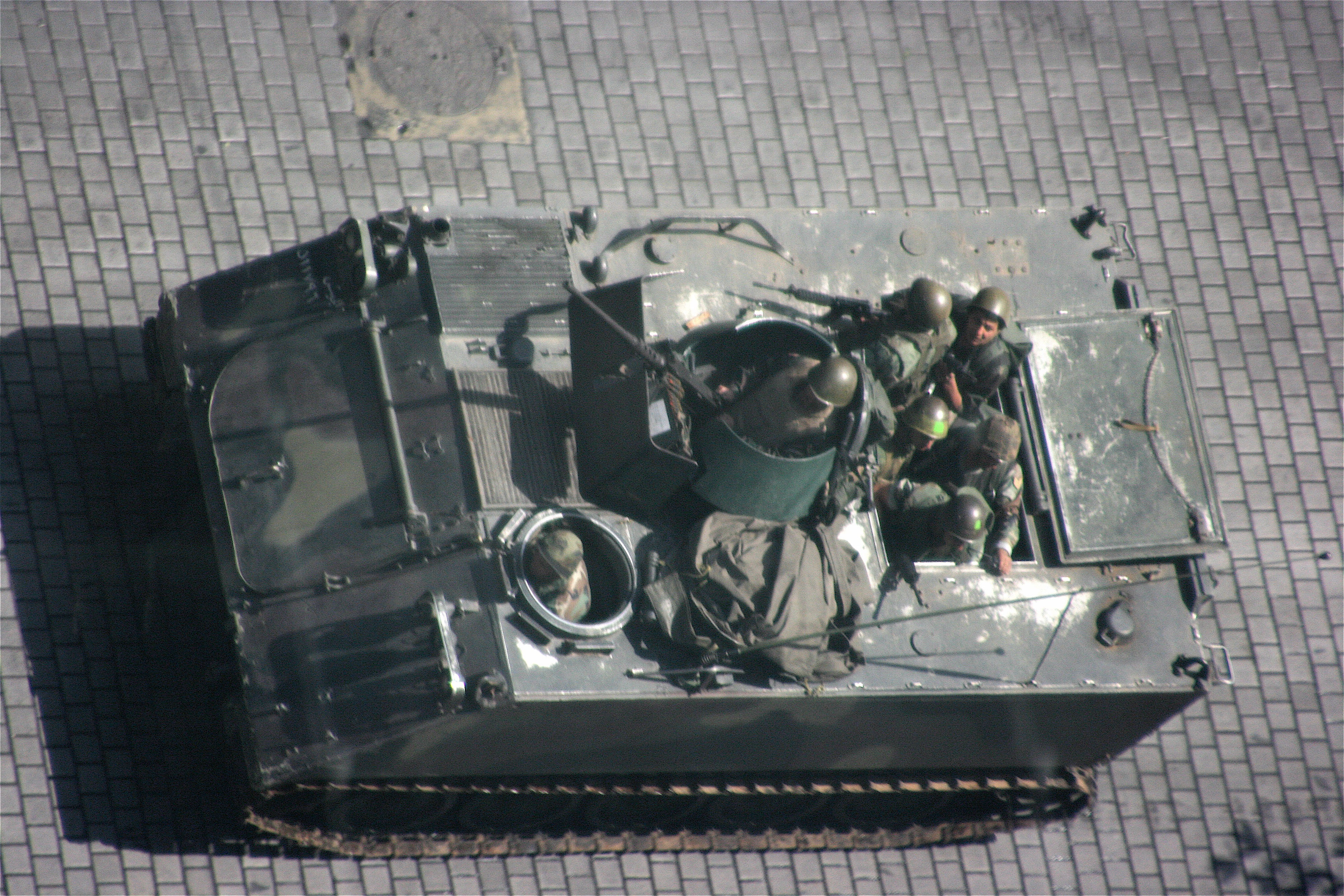
مدرعة M113 في بيروت خلال الاضطرابات عام 2008.

- صدور بيان أول عن الحكومة اللبنانية جاء فيه أن مجلس الوزراء برئاسة فؤاد السنيورة قرر اعتبار «شبكة الاتصالات الهاتفية التي أقامها حزب الله غير شرعية وغير قانونية وتشكل اعتداء على سيادة الدولة والمال العام». وقررت إطلاق الملاحقات الجزائية ضد جميع الأفراد والهيئات والشركات والأحزاب والجهات التي تثبت مسؤوليتها في مد هذه الشبكة. مشيرة إلى وجود دور إيراني على هذا الصعيد.[3]
- صدور بيان ثاني عن الحكومة اللبنانية قررت فيه إقالة قائد جهاز أمن مطار بيروت الدولي العميد (وفيق شقير) من منصبه، وإعادته إلى ملاك الجيش. وذلك بعد بحث قامت به الحكومة اللبنانية في الاتهامات التي وجهها النائب (وليد جنبلاط) أحد أقطاب تحالف 14 آذار ضد حزب الله.[3]

## تفاصيل الأحداث

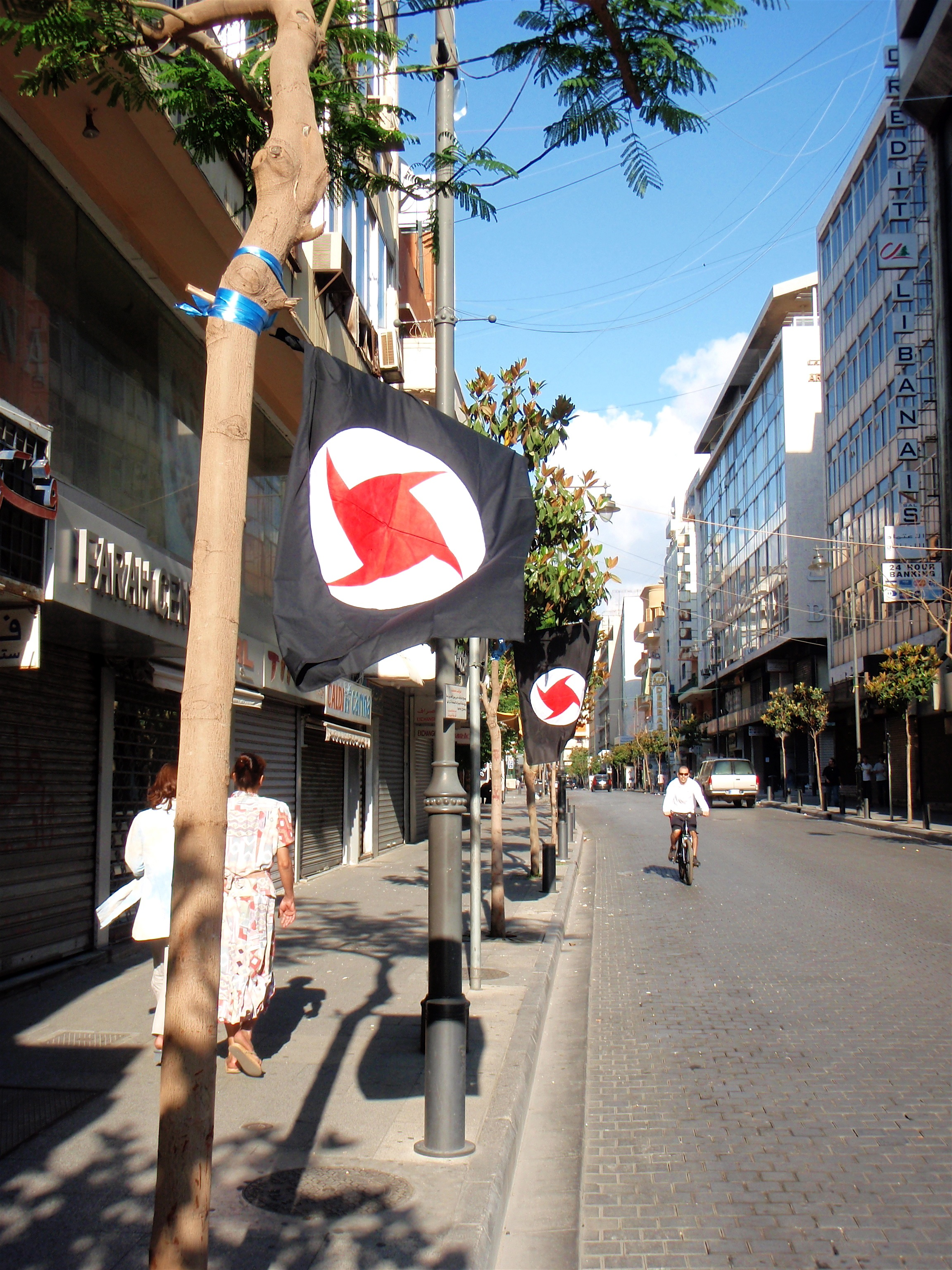
أعلام الحزب السوري القومي الاجتماعي مرفوعة في بيروت خلال الأحداث.

أصدر مجلس الوزراء القرارين في الوقت الذي كانت تعتبر فيه حكومته «غير شرعية» من قبل المعارضة لخروجها عن ميثاق العيش المشترك الذي كفله الدستور وذلك لكون الطائفة الشيعية غير ممثلة في الحكومة باستقالة وزرائها احتجاجاً على عدد من التصرفات التي قامت بها الحكومة أثناء وبعد حرب تموز اعتبرتها المقاومة «تصب في صالح إسرائيل»، وعدم وجود أي تمثيل وزاري لأكبر كتلة نيابية مسيحية والتي يتزعمها (ميشال عون)، فكان صدور القرارين بمثابة محاولة من حكومة (السنيورة) لإثبات شرعيتها.[بحاجة لمصدر]
كما يأتي كذلك صدور القرارين في الوقت الذي اتهمت فيه المعارضة وعلى رأسها حزب الله فريق تحالف 14 آذار الموالي للحكومة بإنشاء «ميليشيات مسلحة» باسم شركات أمنية خاصة، ظاهرها حماية شخصيات سياسية لكن حجمها وتسليحها يدلان على أن لها أهداف سياسية وبخاصة «مواجهة المقاومة».

### تفاصيل أحداث القرار الأول
بعد اجتماع دام أكثر من ثماني ساعات ليلاً، صدر بيان عن الحكومة اللبنانية جاء فيه أن مجلس الوزراء قرر اعتبار «شبكة الاتصالات الهاتفية التي أقامها حزب الله غير شرعية وغير قانونية وتشكل اعتداء على سيادة الدولة والمال العام». وأعلنت الحكومة في البيان الذي تلاه وزير الإعلام (غازي العريضي)، إطلاق الملاحقات الجزائية ضد جميع الأفراد والهيئات والشركات والأحزاب والجهات التي تثبت مسؤوليتها في مد هذه الشبكة.
ورفضت الحكومة مبررات حزب الله التي تقول إن إقامة هذه الشبكة يندرج في إطار حماية الحزب وربطها بسلاحه وبهدف التشويش على الأجهزة الإسرائيلية. وأكد (العريضي) أن الحكومة اللبنانية مستعدة لتزويد الجامعة العربية بكافة الوثائق ذات الصلة بهذه المسألة وبالدور الذي تقوم به هيئات إيرانية على هذا الصعيد. ويأتي هذا القرار في أعقاب تصاعد التصريحات الإعلامية من أقطاب الأكثرية النيابية عن شبكة اتصالات تابعة لحزب الله في عدد من المناطق اللبنانية بموازاة شبكة الاتصالات التابعة للدولة. ورد نائب الأمين العام لحزب الله (نعيم قاسم) على هذه التصريحات بقوله إن شبكة الاتصالات هي «توأم لسلاح المقاومة وجزء من الحماية الخاصة بحزب الله».

### تفاصيل أحداث القرار الثاني
بحثت الحكومة اللبنانية في الاتهامات التي وجهها النائب (وليد جنبلاط) أحد أقطاب الأكثرية النيابية ضد حزب الله على خلفية قيامه بمراقبة مطار بيروت الدولي بواسطة كاميرات خاصة. وكان النائب جنبلاط قد دعا إلى طرد سفير إيران ومنع طيرانها من الهبوط في مطار بيروت، متهما حزب الله «بتلقي شحنات من الأسلحة عن طريق المطار» الواقع في الضاحية الجنوبية معقل الحزب.
واتهم أيضاً جنبلاط حزب الله بوضع الكاميرات «لمراقبة الوافدين في المطار» وتحديدا قادة الأكثرية النيابية أو مسؤولين أجانب، كما دعا إلى إقالة رئيس جهاز أمن المطار العميد (وفيق شقير) كونه مقربا من حزب الله. وكان نائب حزب الله في البرلمان اللبناني (حسن فضل الله) أكد في تصريحات له أن «كل هذه الاتهامات تنطلق من دوافع سياسية ولا ترتبط بأي مسألة قانونية أو أمنية»، مشددا على أن الحزب لن يتعاون مع القضاء إذا ما تبنى موقف النائب جنبلاط.
يشار إلى أن المدعي العام (سعيد ميرزا) أمر بفتح تحقيق بهذه الاتهامات بعد تسلمه مستندات من وزارتي الدفاع والداخلية حول قيام حزب الله بوضع كاميرات لمراقبة مطار بيروت الدولي. كذلك نقلت وكالة (أسوشيتد برس) عن مسوؤلين في القضاء اللبناني (طلبوا عدم الكشف عن أسمائهم) قولهم إن المدعي العسكري (سامي صدر) بدأ فعليا التحقيق مع بعض الشهود على ذمة القضية.

## ردود الفعل (السياسية) بعد صدور القرارات
قام حزب الله بإبلاغ المعنيين أن «أي محاولة للتعرض لهذه الشبكة سوف تواجه بمقاومة شرسة من الحزب الذي سيتعامل مع المتعرضين للشبكة على أنهم من عملاء إسرائيل». كما تحدث نائب أمين عام الحزب (نعيم قاسم) قائلا أن «الاتصالات لشبكة المقاومة توأم سلاح المقاومة، ومن يوجه سهامه للاتصالات يعنِ أنه يوجه سهامه للسلاح، ويريد أن يقول لا تقاتلوا إسرائيل». كما انتقد (قاسم) التقرير الذي رفعه الوزير (مروان حمادة) بشأن شبكة اتصالات الحزب إلى مجلس الوزراء، وقال إن تقريرا مبنيا على «الإمكانية» و«المحتمل» و«ربما» و«يمكن يصير»، هو تقرير يفتقر إلى المصداقية. كما اعتبر أمينه العام (حسن نصر الله) تفكيك شبكة اتصالات حزب الله بمثابة «إعلان حرب» مما وصفها بـ«حكومة جنبلاط» على الحزب والمقاومة «لمصلحة أمريكا وإسرائيل».
واعتبر رئيس مجلس النواب (نبيه بري) قرار إقالة العميد (وفيق شقير) بأنه خطوة «تعني ملامسة المحرمات، وليس فقط الخطوط الحمر»، كما أن (بري) أبلغ رئيس الحكومة (فؤاد السنيورة) رسالة «شديدة اللهجة» باسمه وباسم الأمين العام لحزب الله السيد (حسن نصرالله)، ورئيس المجلس الإسلامي الشيعي الأعلى الشيخ (عبد الأمير قبلان)، يحذره فيها من عواقب المس بموقع العميد (شقير) في المديرية العامة لأمن المطار.
واعتبرت المعارضة أن الحكومة وبخاصة رئيسها (فؤاد السنيورة) «تبنت للمرة الأولى في تاريخ حكومات ما بعد اتفاق الطائف موقفا غريبا لناحية اعتبار إجراءات المقاومة الأمنية بمثابة اعتداء على أمن الدولة». وأشارت إلى أن الحكومة قد رفعت «سقف المواجهة السياسية الداخلية بقرار إقالة قائد جهاز أمن المطار العميد (وفيق شقير) من منصبه، ما سيدفع قوى المعارضة ولا سيما حركة أمل وحزب الله إلى الرد».
كما هددت قوى المعارضة بالرد على القرارات التي إتخذتها الحكومة باللجوء إلى «خطوات مقابلة تضع البلاد أمام وضع عصيب». كما أشارت مصادر مقربة من المعارضة قولها أنه «قد لا يكون من المبالغة قراءة مقدمات لفوضى قادمة تعم البلاد».

## النتائج
- مقتل 71 شخصا من كلا الجانبين.[12]
- دمار في ممتلكات بعض المناطق.
- نشوء حالات توتر وصدامات مسلحة بين أنصار من كلا فريقي الموالاة والمعارضة خاصة في الشمال والبقاع اللبنانيين.
- سحبت الحكومة اللبنانية القرارين الصادرين عنها.
- اجتماع الفرقاء اللبنانين في الدوحة والخروج باتفاق أنهى الأزمة السياسية اللبنانية والذي سمى باتفاق الدوحة.[13]
- إنهاء المعارضة لاعتصامها في ساحة رياض الصلح.
- انتخاب المرشح التوافقي العماد (ميشال سليمان) رئيسا للجمهورية اللبنانية.
- تشكيل حكومة وحدة وطنية من 30 وزيرا توزع على 16 للموالاة و11 للمعارضة و3 للرئيس، وتتعهد كافة الأطراف بمقتضى هذا الاتفاق بعدم الاستقالة أو إعاقة عمل الحكومة.
- الاتفاق على قانون انتخابي يرضي جميع الأطراف، ومناقشة البرلمان اللبناني «للبنود الإصلاحية» الواردة في اقتراح القانون الذي أعدته اللجنة الوطنية اللبنانية.
- قام نوع من أنواع التهدئة المتبادلة (سياسياً وإعلامياً) فيما بين الموالاة والمعارضة، والذي كان التوتر بينهم مستمر منذ 18 شهراً.